# Synalpheus longicarpus
Synalpheus longicarpus är en kräftdjursart som först beskrevs av Herrick 1891.  Synalpheus longicarpus ingår i släktet Synalpheus och familjen Alpheidae. Inga underarter finns listade i Catalogue of Life.